# Johann Friedrich Hahn (Politiker)
Johann Friedrich Andreas Hahn (* 7. November 1793 in Seebach bei Mühlhausen; † 1. März 1856 in Ringleben) war ein deutscher Pfarrer und Politiker.

## Leben
Der Sohn des Bauern Johann Friedrich Adam Hahn studierte von 1813 bis 1816 Evangelische Theologie an den Universitäten Leipzig, Göttingen und Halle. 1815 nahm er als freiwilliger Jäger des Regiments Colberg an den Befreiungskriegen teil. Von 1818 bis 1834 war er als Diakonus in Weißensee tätig und anschließend bis zu seinem Tod Pfarrer in Ringleben.
Vom 18. Mai 1848 bis zum 11. August 1848 gehörte er als fraktionsloser Abgeordneter für den Wahlkreis Provinz Sachsen in Weißensee der Frankfurter Nationalversammlung an. Er stimmte meistens mit dem rechten Zentrum. Sein Nachfolger war Robert Schick.